# Majapahit

Sự hình thành của Majapahit cho đến khi tan rã năm 1527

Majapahit (tiếng Indonesia: Majapahit, âm "h" trong tiếng Java là âm câm) là một vương quốc theo đạo Hindu và đạo Phật Đại thừa ở giữa phần phía đông Java, tồn tại từ năm 1293 đến khoảng năm 1527. Có thuyết cho rằng, vào thời kỳ hùng mạnh nhất, tức là thời vua Hayam Wuruk trị vì từ năm 1350 đến năm 1389, vương quốc này đã là một đế quốc có ảnh hưởng chi phối tới các vương quốc khác ở quần đảo Indonesia và bán đảo Mã Lai. Song, cũng có thuyết cho rằng, đế quốc Majapahit chỉ chi phối được khu vực trung đông đảo Java mà thôi.
Đế quốc Majapahit là một Đế quốc hùng mạnh ở thế kỉ 14,quyền lực của Đế quốc chi phối ra khỏi bán đảo Indonesia và Mã Lai và là một Đế quốc Hindu lớn cuối cùng.Majapahit bắt đầu suy yếu ở thế kỉ 15 sau khi biến động trong quốc gia mặc dù có những năm biến đổi tốt nhưng đối với sự trỗi dậy mạnh mẽ của hồi giáo, ảnh hưởng và những nhà truyền đạo hồi từ Đế quốc Ottoman đã khiến Majapahit vốn đã suy yếu lại càng suy yếu. Dưới sự ảnh hưởng của Hồi giáo, Malacca nổi loạn và thành lập Vương quốc Hồi giáo Malacca song với đó Hồi giáo Demak cũng tách ra và thành lập quốc gia riêng. Những năm hấp hối của Majapahit vào thế kỉ 16, chứng kiến những sự nổi loạn mạnh mẽ của hồi giáo tại Bán đảo Indonesia và nhiều vương quốc mới được thành lập tách ra khỏi Majapahit, từ một quốc gia mạnh nhất ở Đông Nam Á mà giờ đây thế lực Majapahit đã ngang bằng với những quốc gia chư hầu trước đó của mình và đỉnh điểm là cuộc chiến tranh với hồi giáo Demak. Demak tiến vào thủ đô của Majapahit , Majapahit thất thủ vào năm 1527. Kết thúc một Đế quốc Hindu lớn cuối cùng

## Hình thành
Năm 1290, Singhasari trở thành bá chủ Java sau khi đánh bại vương quốc Malayu. Vua Singhasari là Kertanegara đã dũng cảm từ chối yêu sách đòi cống nạp của hoàng đế nhà Nguyên Hốt Tất Liệt. Đáp trả, năm 1292, quân Nguyên đã vượt biển tấn công Singhasari. Cùng lúc đó, Jayakatwang là vua của vương quốc Kediri, một chư hầu của Singhasari nổi loạn và giết Kertanegara. Con rể của Kertanegara là Raden Wijaya thì được tha, nhưng bị đầy tới thung lũng sông Brantas ở phía nam Surabaya. Wijaya và người của ông đã khai khẩn xứ đó và lập lên làng Majapahit. Khi đoàn quân viễn chinh của Hốt Tất Liệt đặt chân tới Java, Wijaya đã vờ thần phục quân đội Nguyên Mông và làm đạo quân tiên phong dẫn đường. Quân Nguyên Mông đã đánh bại hạm đội của vua Jayakatwang trong trận chiến ở cửa sông Surabaya và tiến vào nội địa, vua Jayakatwang đã phải đầu hàng. Mục tiêu sử dụng quân Nguyên Mông cho việc báo thù đã thuận lợi, Wijaya bất ngờ tấn công quân đội Nguyên. Khi ấy đã mất mát lực lượng khá nhiều, lại đến lúc cuối mùa gió có thể trở về, quân Nguyên đành lên thuyền rút lui.
Ngày 10 tháng 11 năm 1293, Raden Wijaya xưng vua, lấy niên hiệu là Kritanajasa Jayavardhana, đóng đô ở Majapahit. Vương quốc của ông, vì thế, được người đời sau gọi là vương quốc Majapahit. Trong thời gian trị vì của mình, Raden Wijaya đã phải trấn áp các cuộc phản loạn và âm mưu lật đổ của các thủ lĩnh địa phương và quan lại của mình. Năm 1309, Wijaya qua đời.
Các vị vua Majapahit:
1. Raden Wijaya (1293 - 1309)
2. Jayanegara (1309 - 1328)
3. Tribhuwana Wijayatunggadewi (1328 - 1350)
4. Hayam Wuruk (1350 - 1389)
5. Wikramawardhana (1389 - 1429)
6. Suhita (1429 - 1447)
7. Kertawijaya (1447 - 1451)
8. Rajasa Wardhana (1451 - 1453)
9. Girisawardhana (1456 - 1466)
10. Suraprabhawa (1466 - 1474)
11. Bhre Kertabhumi (1468 - 1478)
12. Girindrawardhana (1478 - 1527)

## Thời kỳ huy hoàng

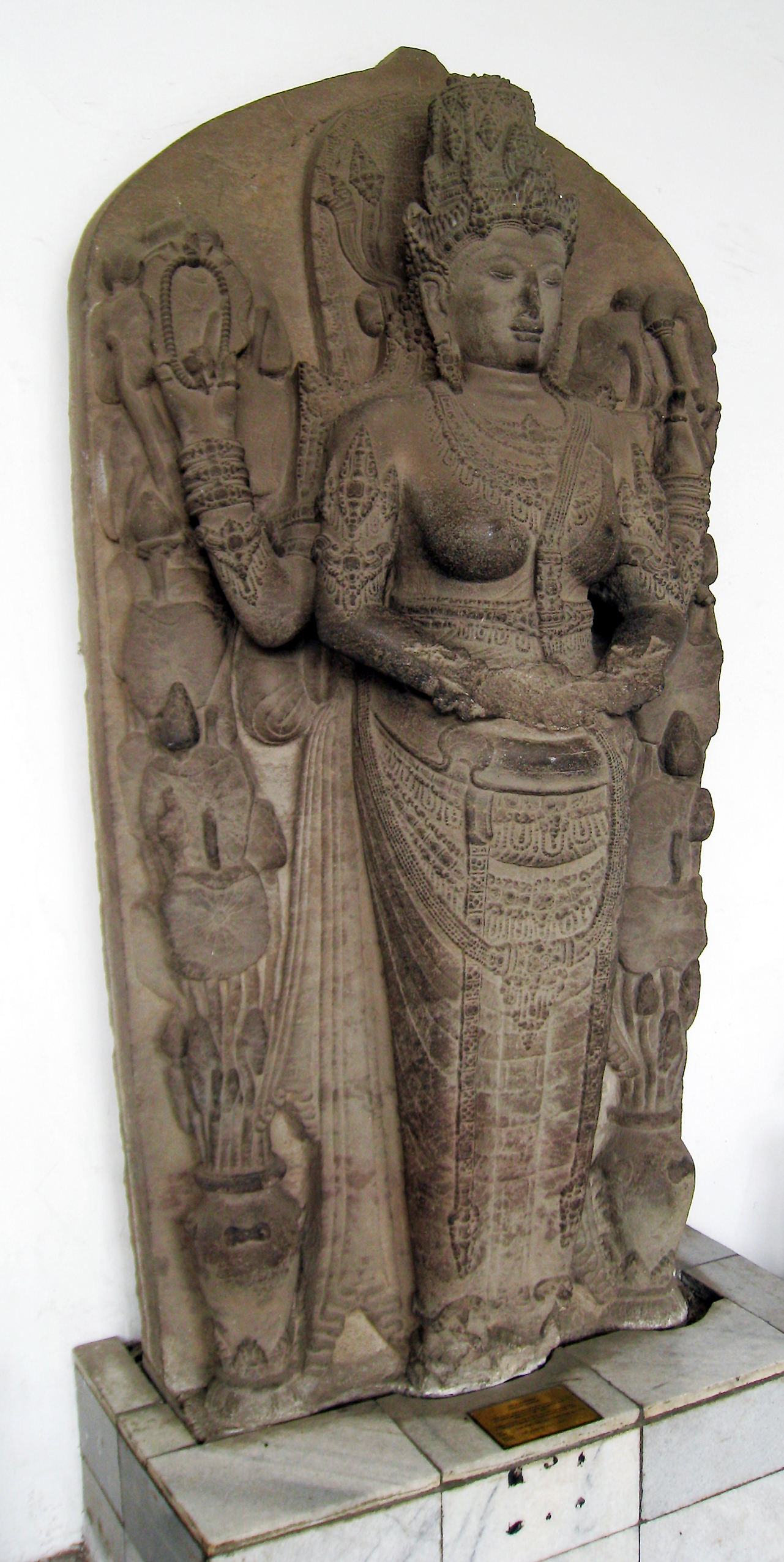
Tượng Parvati để mô tả Tribhuwanottunggadewi, nữ hoàng Majapahit, mẹ của vua Hayam Wuruk.

Vị vua thứ hai của Majapahit là Jayanegara, tương truyền, là một hôn quân vô đạo, kẻ đã ép chị em cùng cha khác mẹ của mình làm vợ. Năm 1328, Jayanegara bị ám sát. Có thuyết cho rằng, ông bị chồng của người phụ nữ trên giết; có thuyết lại cho rằng, ông bị thầy thuốc của mình ám sát; và có cả thuyết cho rằng ông bị tướng của mình là Gajah Mada ám sát vì phẫn nộ với hành vi ép chị em làm vợ.
Vì Jayanegara không có con trai nối ngôi, nên triều đình tôn mẹ kế của ông ta là Gayatri Rajapatni làm nữ hoàng, nhưng khi đó bà đã đi tu và cũng không có con trai nên bà đã chỉ định con gái mình là Tribhuvana thay mình làm nữ hoàng. Tribhuvana chỉ định Gajah Mada làm tể tướng và nhiếp chính vào năm 1336.
Gajah Mada là một tể tướng giỏi và đồng thời là một nhà quân sự tài ba. Khi nhậm chức, ông đã thề sẽ phát triển vương quốc và chinh phục các nước xung quanh. Năm 1343, Gajah Mada chinh phạt Bedahulu (Bali) và Lombok. Tiếp theo, ông tiến về phía tây tấn công Srivijaya ở Sumatra. Sau đó, ông chinh phạt Hồi quốc đầu tiên ở Đông Nam Á là Samudra Pasai, cùng một vương quốc khác cũng ở Sumatra tên là Svarnadvipa. Ông chinh phạt cả Bintan, Tumasik (Singapore), Melayu (hay Jambi), và Kalimantan.
Năm 1350, Tribhuvana nhường ngôi cho con trai là Hayam Wuruk, tức vua Rajasanagana. Vua mới vẫn tiếp tục trọng dụng Gajah Mada. Majapahit đã liên tục bành trướng về phía đông, tới Logajah, Gurun, Seram, Hutankadali, Sasak, Makassar, Buton, Banggai, Kunir, Galiyan, Salayar, Sumba, Muar (Saparua), Solor, Bima, Wandan (Banda), Ambon, Timor, và Dompo. Đặc biệt, vua Hayam Wuruk đã xin cưới công chúa vương quốc Sunda. Hoàng gia Sunda hiểu lời đề nghị này như một đề nghị liên minh và đã cử một đoàn hoàng tộc đưa công chúa của mình tới kinh đô Majapahit vào năm 1357. Tại đây, toàn bộ đoàn hoàng tộc Sunda đã bị Gajah Mada cho quân sát hại. Công chúa của Sunda tự vẫn.

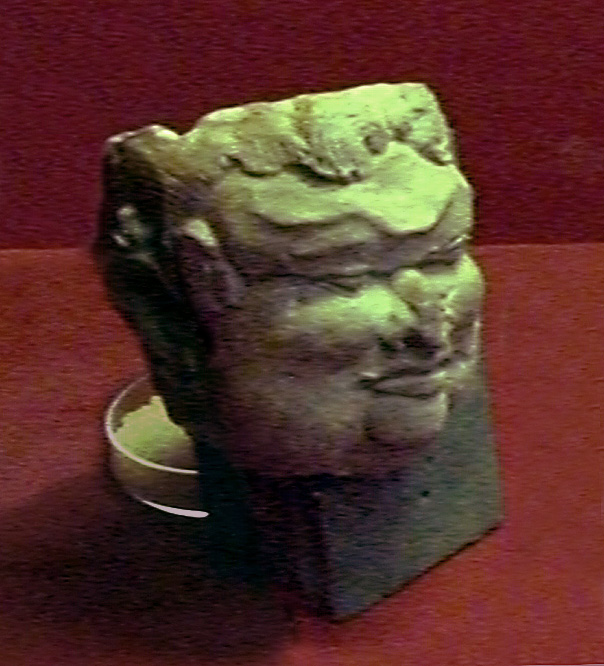
Chân dung Gajah Mada bằng gốm. Hiện vật trưng bày ở Bảo tàng Trowulan.

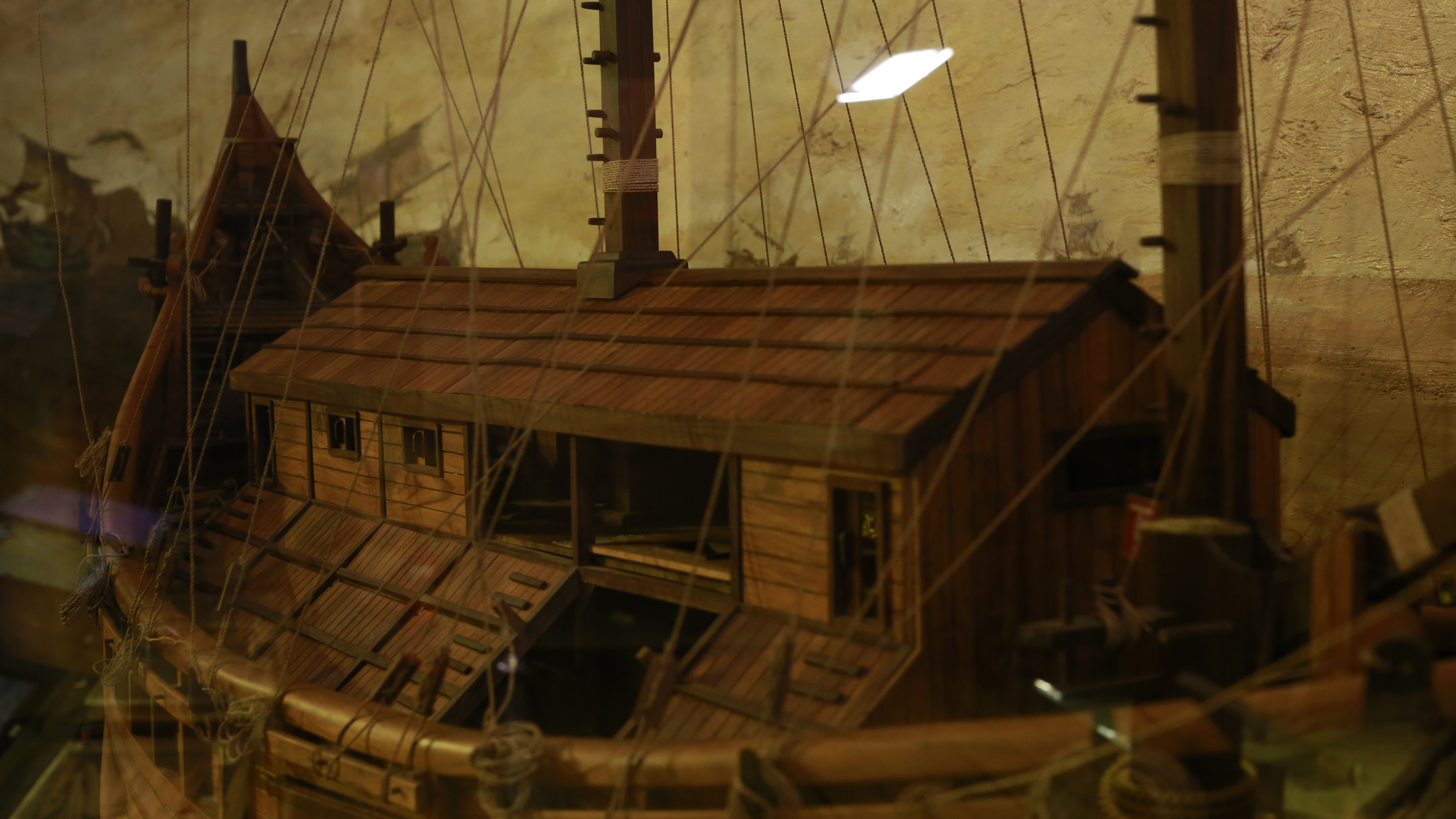
Mô hình thuyền Majapahit trưng bày tại BI Bảo tàng, Jakarta.

Năm 1364, Gajah Mada qua đời. Năm 1365, bộ sử thi Nagarakitagama do nhà sư Prapancha biên soạn để ca ngợi chiến công của các vua Majapahit, liệt kê một danh sách các xứ đã bị Majapahit khuất phục. Danh sách này cho thấy phạm vi chi phối của Majapahit bao trùm các đảo New Guinea, quần đảo Maluku, Java, Bali, phần phía nam đảo Borneo, phần lớn đảo Sumatra và có thể một phần phía nam của bán đảo Mã Lai. Nagarakitagama đã không nhắc tới sự kiện thảm sát hoàng tộc Sunda. Một thời gian sau khi Gajah Mada qua đời, Majapahit vẫn tiến hành một vài cuộc chinh phạt nữa, trong đó có cuộc chinh phạt kinh đô Srivijaya vào năm 1377, chính thức tiêu diệt vương quốc một thời bá chú Sumatra và bán đảo Mã Lai này.
Cũng theo Nagarakitagama, ngoài các thuộc quốc ở các đảo trên thì Majapahit có các mối quan hệ hữu hảo với Trung Quốc và các vương quốc Đông Nam Á khác như: Vương quốc Ayutthaya của người Thái, Vương quốc Khmer của người Khmer, Champa của người Chăm và Đại Việt của người Việt thông qua các đoàn sứ thần thường xuyên đến các quốc gia này.
Nagarakitagama còn cho biết bộ máy hành chính trong nước ở thời kỳ này. Ở kinh đô, nhà vua Hayam Woruk được cha là Kritavardhana và chú là Vijayarajasa giúp, rồi đến một đội ngũ các quan lại đứng đầu là một hội đồng 5 vị thượng thư mà người chủ chốt là tể tướng Gajah Mada.
Ngoài bộ sử thi trên, thời kỳ này về mặt văn học còn nổi tiếng với nhà thơ Tantular, tác giả tập thơ Arjunavijaya và Purushadacanta, nói về sự hòa hợp giữa Ấn giáo và Phật giáo.
Nhiều công trình tôn giáo cũng được xây dựng trong thời kỳ này, mà công trình lớn nhất là ngôi đền trung tâm Panataran với các bức phù điêu nổi tiếng.

## Chia rẽ và kết thúc

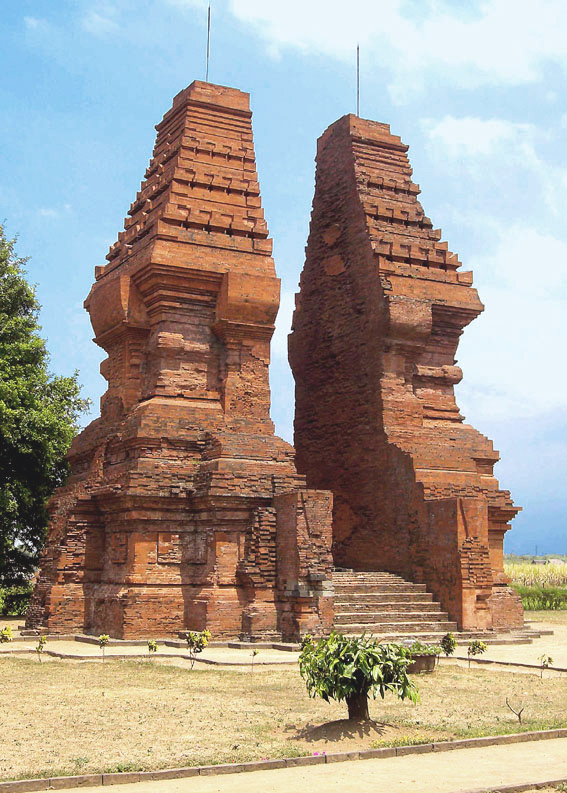
Cổng đền Wringin Lawang, cao 15,5 bằng gạch nung.

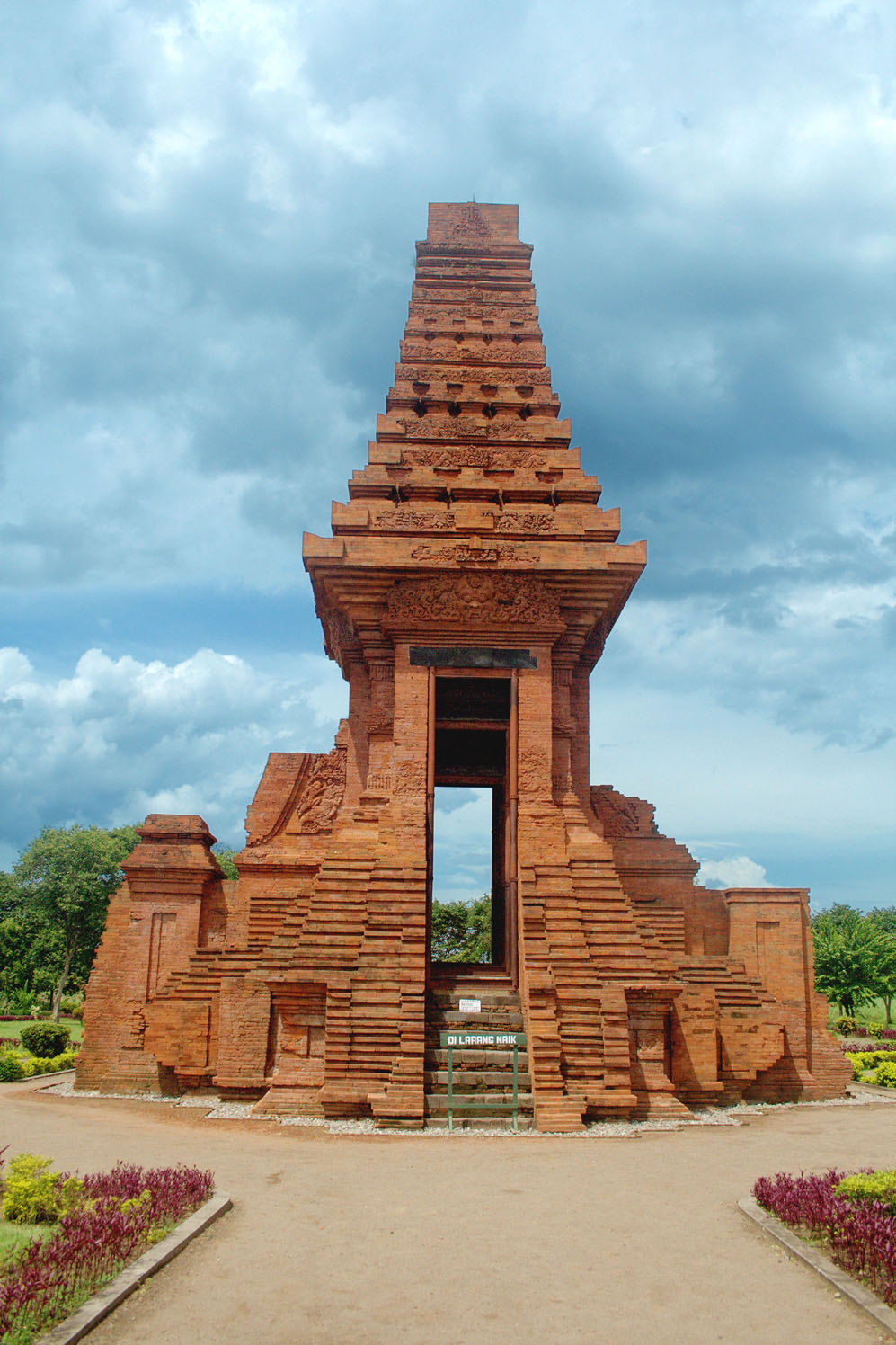
Cổng đền Bajang Ratu, cao 16,5 mét, ở Trowulan, di sản quá khứ vàng son của Majapahit

Sau khi vua Rajasanagara qua đời năm 1389, Majapahit bắt đầu suy vong, trước tiên là do tranh giành ngôi báu và tiếp theo là do sự nổi lên của vương quốc Melaka ở bán đảo Mã Lai như một trung tâm thương mại và một tiêu điểm truyền bá đạo Hồi vào Đông Nam Á.
Kế vị Rajasanagara là con gái ông, công chúa Kusumawardhani, mặc dù ông vẫn có con trai là hoàng tử Wirabhumi. Nội chiến đã xảy ra giữa hai chị em từ năm 1401 đến năm 1406, và kết cục là hoàng tử Vikramavardhana, chồng của công chúa Kusumawardhani đã chiến thắng và lên làm vua. Cuộc nội chiến đã tạo ra thời cơ cho nhiều chư hầu của Majapahit ly khai khỏi sự khống chế của Majapahit.
Đầu thế kỷ 15, Hồi quốc Malacca nổi lên ở eo biển Malacca, và tranh giành với Majapahit quyền thương mại hàng hải, góp phần làm suy yếu Majapahit. Những chuyến du hành các nước Đông Nam Á của Trịnh Hòa, một đô đốc theo đạo Hồi của nhà Minh, đã tạo cơ sở cho cộng đồng người Ả Rập và Hoa theo đạo Hồi nhập cư vào các cảng thị ở phía bắc Java như Semarang, Demak, Tuban, và Ampel. Các cộng đồng người Hồi này ngày càng phát triển và một số Hồi quốc đã được thành lập ở những nơi đó. Hồi quốc Demak sau này đã tiêu diệt Majapahit. Những nghệ sĩ, thợ thủ công theo đạo Hindu của Majapahit di cư tới đảo Bali, và đây là một trong chỉ vài nơi hiếm hoi của Indonesia ngày nay còn theo đạo Hindu.

## Văn hóa

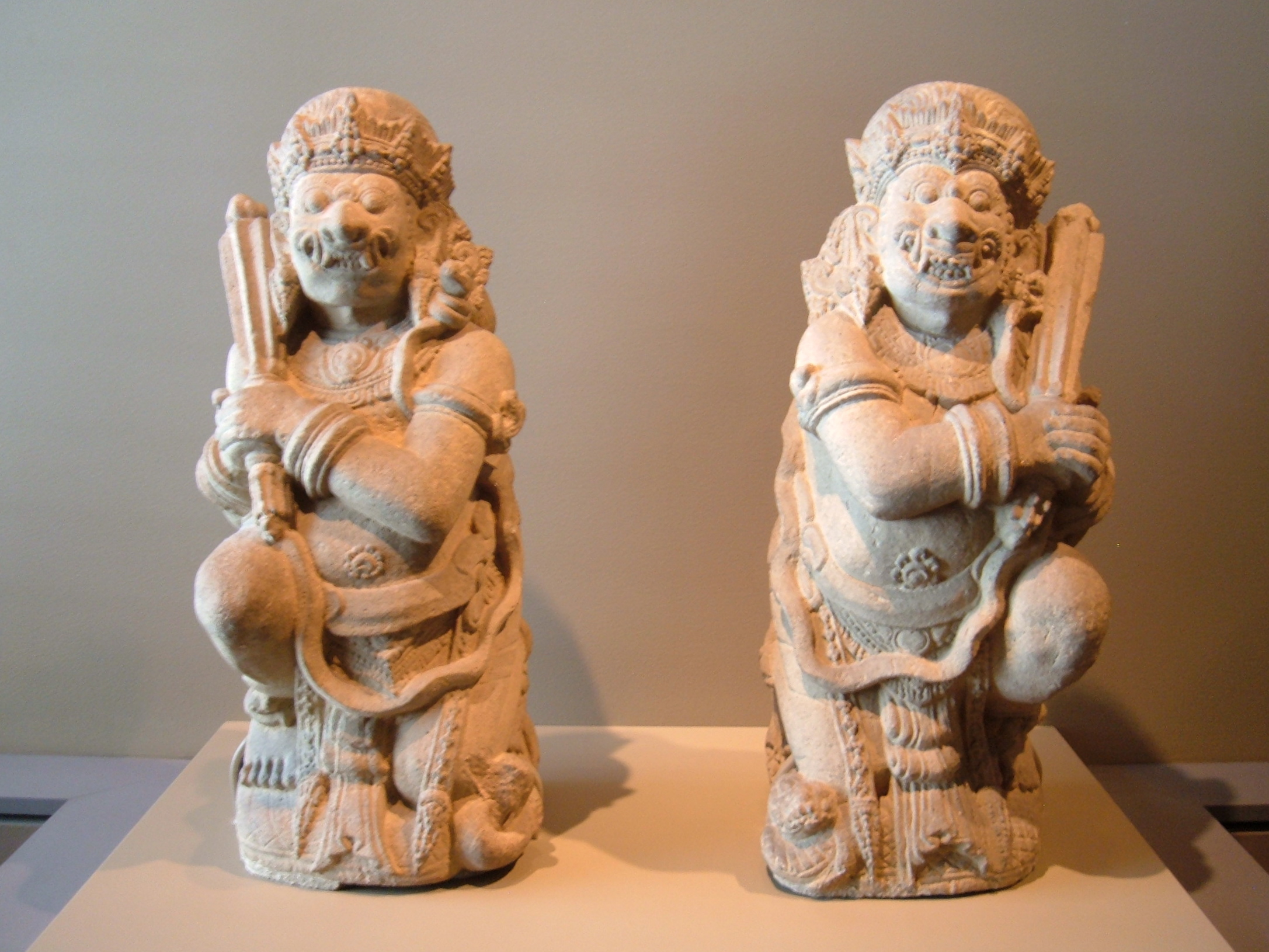
Tượng thần gác đền, Đông Java, thế kỷ 14 (Bảo tàng Nghệ thuật châu Á, San Francisco)

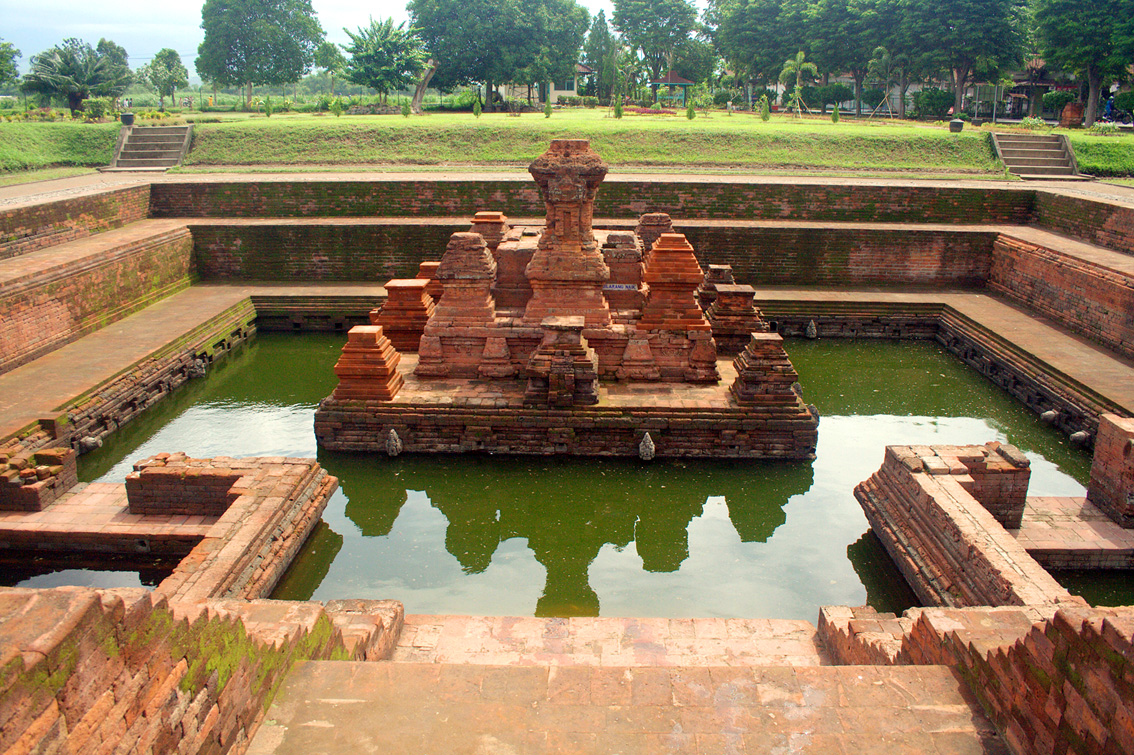
Bồn tắm Candi Tikus của vua Majapahit.

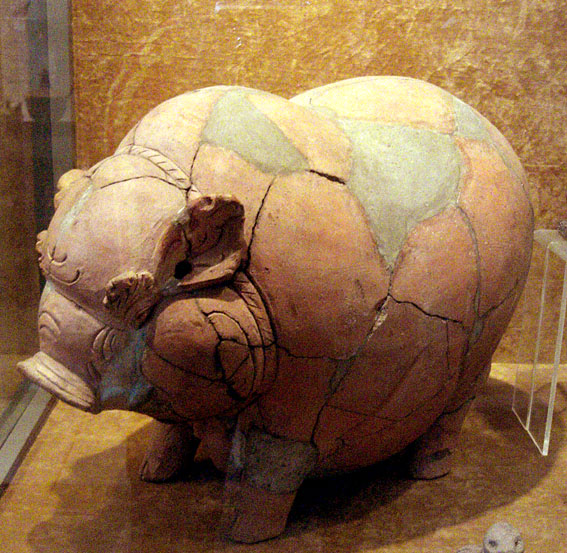
Lợn tiết kiệm bằng gốm thời Majapahit, thế kỷ 14-15 tìm thấy ở Trowulan, East Java. (Hiện vật của Bảo tàng Quốc gia Indonesia, Jakarta)

Nền văn hóa Majapahit đã phát triển rực rỡ và có ảnh hưởng tới khắp cả quần đảo Indonesia. Nhiều xứ trên quần đảo này đã tiếp thu phong cách Majapahit trong trang phục và thực hành văn hóa. Tác phẩm văn học Hikayat Banjar hay "Chuyện Banjar" cho biết các đấng cai trị Banjar, một xứ ở miền nam đảo Borneo đã ra lệnh cho quan lại của mình không được ăn mặc như người Mã Lai, người Hoa, người Hà Lan, người Thái Lan, người Aceh, mà phải ăn mặc như người Majapahit.
Các thần thoại, văn bản, tên đất, tên người, danh hiệu, từ vựng Java xuất hiện rất nhiều ở Sumatra, đặc biệt là khu vực Palembang, và ở Lampung, ở Kalimantan, nhiều hòn đảo ở phía đông của Java, đặc biệt là Bali, và cả Lombok và Sumbawa, có lẽ cùng là do tiếp thu văn hóa Majapahit.

## Kinh tế
Nền kinh tế Majapahit, dựa vào hai cột trụ là sản xuất lúa gạo và thương mại hàng hải, đã phát triển mạnh mẽ nhờ nhu cầu trao đổi thương mại quốc tế gia tăng trong thời kỳ đó, nhờ việc kiểm soát các cảng biển và ổn định các khu vực bằng sự chinh phạt và bố trí người của triều đình tới cai trị. Các thủy thủ được triều đình ban cho nhiều ưu đãi, và họ vừa làm các chiến sĩ hải quân, vừa làm các thủy thủ thương mại. Các vua Majapahit đã có những biện pháp tháo gỡ các trở ngại giữa vùng sâu trong đất liền và cảng biển. Giữa triều đình và thương gia có mối quan hệ tốt đẹp.
Nguồn thu của bản thân triều đình dựa vào hệ thống thuế (từ thương nhân và thợ thủ công) và tô (từ nông dân). Các cơ quan của triều đình sẽ trực tiếp làm nhiệm vụ thu các nguồn nói trên trong các xứ mà triều đình kiểm soát hoàn toàn. Đối với các vùng đất phụ thuộc ở xa, các thủ lĩnh địa phương có nghĩa vụ trưng thu và nộp cho triều đình một phần.
Vào khoảng giữa thế kỷ 14, thương nhân và thủy thủ Majapahit đã thống trị việc buôn bán hương liệu ở các đảo Maluku. Họ mua gia vị và hương liệu tại nơi sản xuất, vận tải chúng đến các cảng trung chuyển ở Java để cất trữ và đóng gói, rồi từ đó xuất khẩu tới Trung Quốc và châu Âu.
Thời Majapahit, Java đã sản xuất được nhiều lúa gạo và có dư để xuất khẩu. Trong khi đó, gia vị và hương liệu vẫn luôn là mặt hàng xuất khẩu quan trọng của Java. Các nghiên cứu khảo cổ cho thấy nhiều đồ gồm có xuất sứ Trung Quốc ở Java, chứng tỏ thu nhập đã khá cao thúc đẩy nhu cầu tiêu dùng hàng nhập khẩu. Ngoài hàng hóa nước ngoài, tiền nước ngoài cũng được tìm thấy rất nhiều, chứng tỏ sự phát triển của dịch vụ ngoại hối và nền kinh tế tiền tệ.